# 長良川

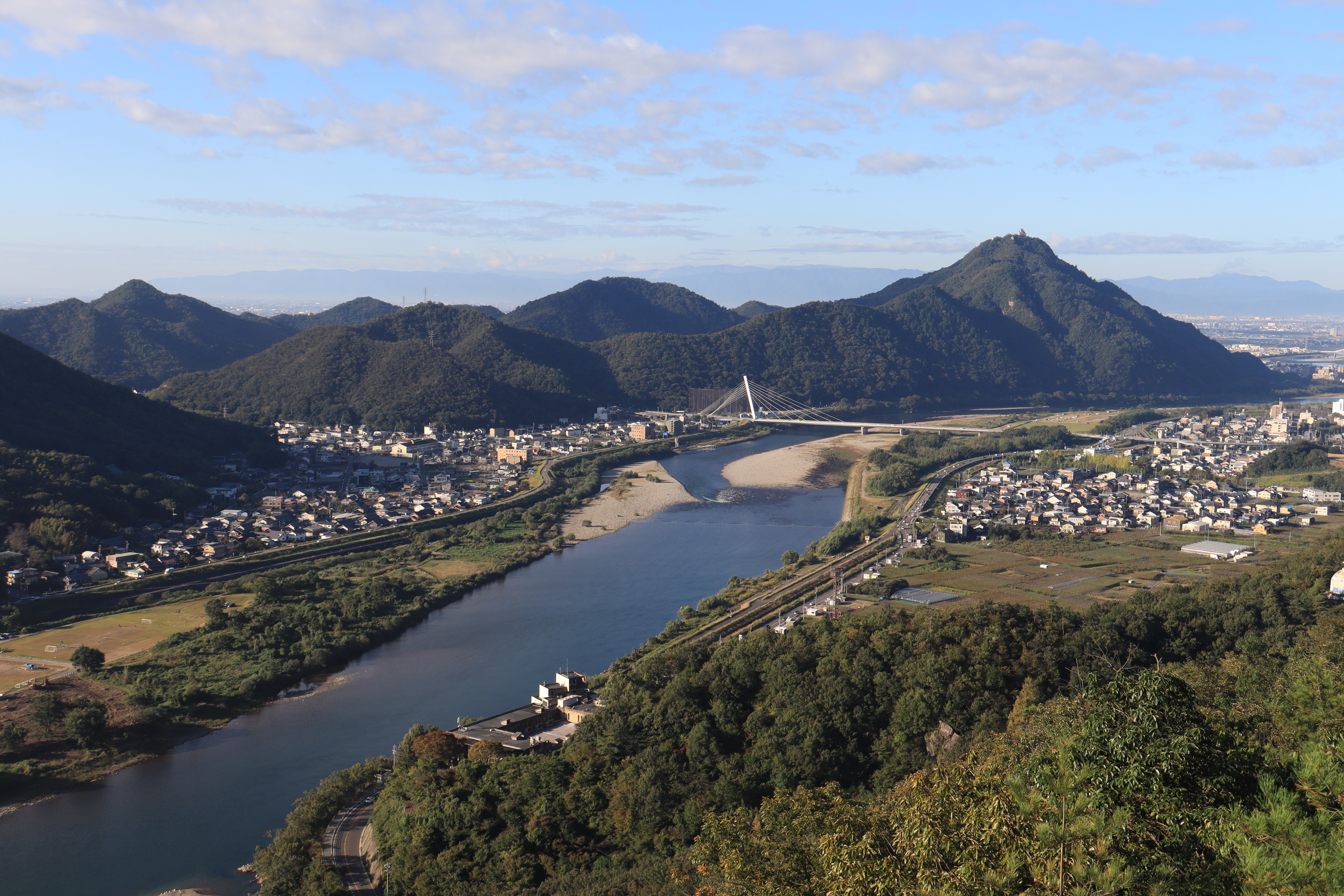
金華山與長良川

長良川（日语：／ Nagaragawa */?），古名「墨俣川」，岐阜縣郡上市的「大日岳」為源流，與「木曾川」、「揖斐川」合稱為「木曾三川」。

## 關連項目
- 長良川河口堰
- 長良川鵜飼
- 長良橋陸閘
- 千本松原
- 國營木曾三川公園
- 船頭平閘門
- 長良川鉄道
- 日本秘境100選
- 日本二十五勝
- 墨俣川之戰
- 長良川之戰
- 寶曆治水事件
- 大榑川
- 豊田穣

## 外部連結
- 一級河川木曾川水系長良川圏域河川整備計画 - 國土交通省
- 長良川デジタル百科事典